# A Running Man küldetéseinek listái
A Running Man dél-koreai játékműsor küldetéseinek listái évek szerinti bontásban.
- A Running Man küldetéseinek listája (2010) (1–23. epizód)
- A Running Man küldetéseinek listája (2011) (24–74. epizód)
- A Running Man küldetéseinek listája (2012) (75–126. epizód)
- A Running Man küldetéseinek listája (2013) (127–178. epizód)
- A Running Man küldetéseinek listája (2014) (179–227. epizód)
- A Running Man küldetéseinek listája (2015) (228. epizód –)